# 鍋島正辰
鍋島 正辰（なべしま まさたつ）は、江戸時代前期の武士。肥前国佐賀藩士。須古鍋島家4代当主。

## 略歴
慶長12年（1607年）、3代当主・鍋島茂周の子として誕生。
慶安元年（1648年）4月5日に家督を相続する。
明暦2年（1656年）5月18日死去。享年50。跡を茂俊が継ぐ。